# Kogel (munitie)

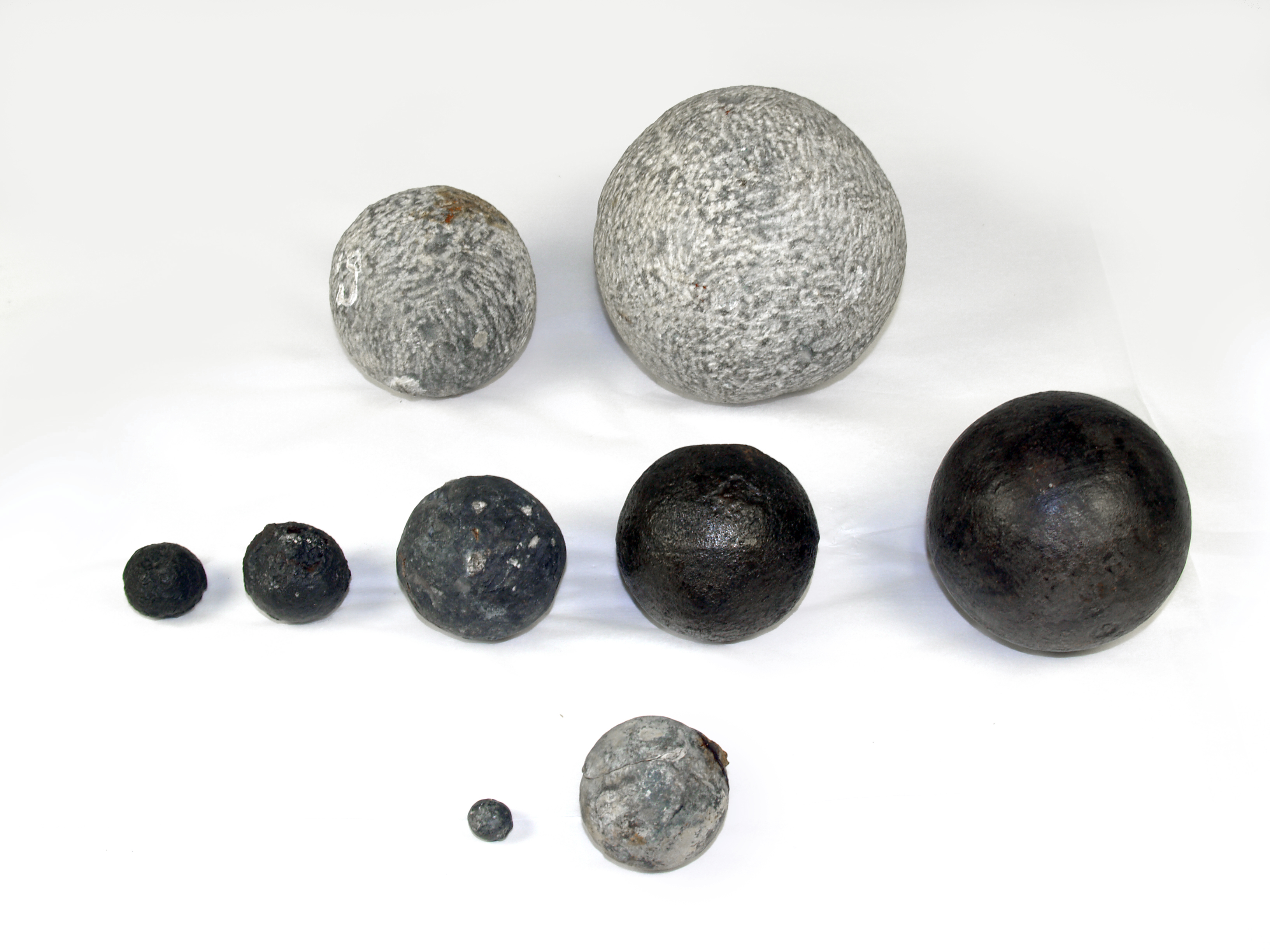
Kanonskogels

Een kogel is een projectiel (veelal gemaakt van lood of hardlood, een legering van lood en antimoon) dat afgevuurd wordt uit een vuurwapen. De naam komt van de ouderwetse kogelvormige projectielen die gebruikt werden in zwartkruit kanonnen en vuurwapens zoals musketten. 
Tegenwoordig zijn kogels langwerpig met een spitse, afgeronde, afgeplatte of holle punt en maken deel uit van een patroon, een messing of stalen huls gevuld met kruit dat als munitie gebruikt wordt in een vuurwapen, zoals een geweer, pistool of revolver.

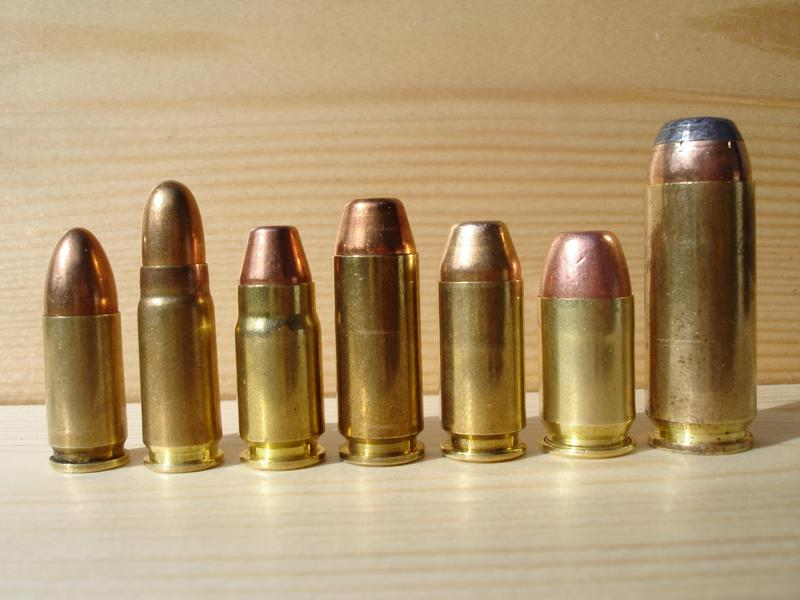
Van links naar rechts: 9 mm Luger, 7,62 mm Tokarev, .357 SIG, 10 mm Auto, .40 S&W, .45 GAP, .50 Action Express

In de volksmond is patroon en kogel een synoniem, maar een kogel is enkel 1 onderdeel van een patroon.
Tegenwoordig zijn kogels vaak voorzien van een mantel van koper, messing of een polymeer. Deze mantel voorkomt oxidatie van het lood, zorgt ervoor dat de kogel met hogere snelheden afgevuurd kan worden zonder lood achter te laten in de trekken en velden van de loop, en heeft als voordeel dat er in de kogel geen vetgroeven en smeermiddel meer nodig zijn. Tevens zorgt koper of messing mantel voor een stabielere geleiding in de trekken en velden van de loop ten opzichte van lood, vooral wanneer de trekken en velden een hoge spoed hebben. De diameter van de kogel van een patroon (en bijbehorend wapen) wordt uitgedrukt in kaliber.

## Afschieten van een kogel

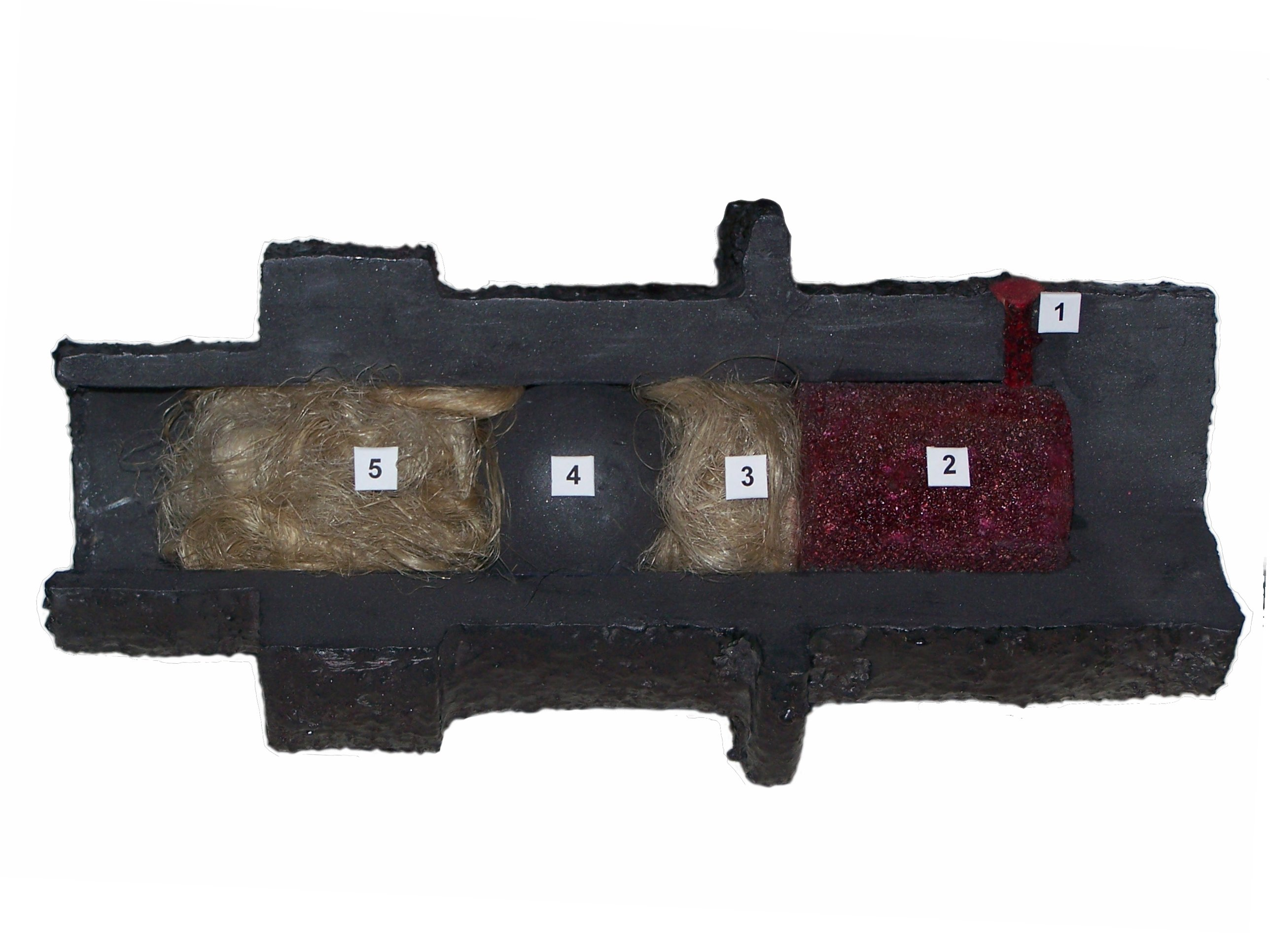
Kogel in oud kanon
----

Schema van een patroon
----

Door de trekker over te halen komt de slagpin van het vuurwapen tegen het slaghoedje van de patroon aan. Daardoor ontstaat een schok, waardoor de primer (een kleine lading van bv. een slagsas, loodazide of kwikfulminaat, een stof die explodeert bij hevige trillingen) ontploft. Dit ontsteekt de kruitlading in de patroon, waardoor er een zeer grote druk opgebouwd wordt zodat de kogel met zeer grote snelheid uit de huls geperst wordt. De kogel vliegt dan uit de loop van het wapen en is op weg naar zijn doel.
De functie van de loop is tweeledig: enerzijds dient hij om de kogel richting te geven, anderzijds om de kogel een hogere mondingssnelheid te geven, aangezien de kogel in de loop nog steeds wordt aangedreven door de gassen die ontstaan uit het verbrandende kruit. 
Een moderne loop bezit nagenoeg altijd spiraalvormige verheffingen (de velden) die bij het afschieten groeven in de kogel persen. Hierdoor zal de kogel in de loop gaan roteren, waardoor de vlucht stabieler wordt en zowel de nauwkeurigheid als het bereik toenemen. Hoe langer de loop, hoe meer gebruik gemaakt kan worden van de druk van het ontbrandende kruit. Dit verklaart waarom met een geweer over het algemeen verder geschoten kan worden dan met een pistool. Bij schieten over afstand moet naarmate de afstand groter is meer rekening worden gehouden met kogelval.

## In de Nederlandse taal
- Een kogel wordt ook wel blauwe boon genoemd, waarschijnlijk vanwege de blauwige glans van het lood
- De uitdrukking De kogel is door de kerk betekent: het besluit is eindelijk genomen.
- De uitdrukking Hij heeft de kogel gekregen betekent: hij is voor het vuurpeloton gestorven.
- De uitdrukking Iemand met kogels begroeten betekent: iemand beschieten.